# Fiat Ritmo

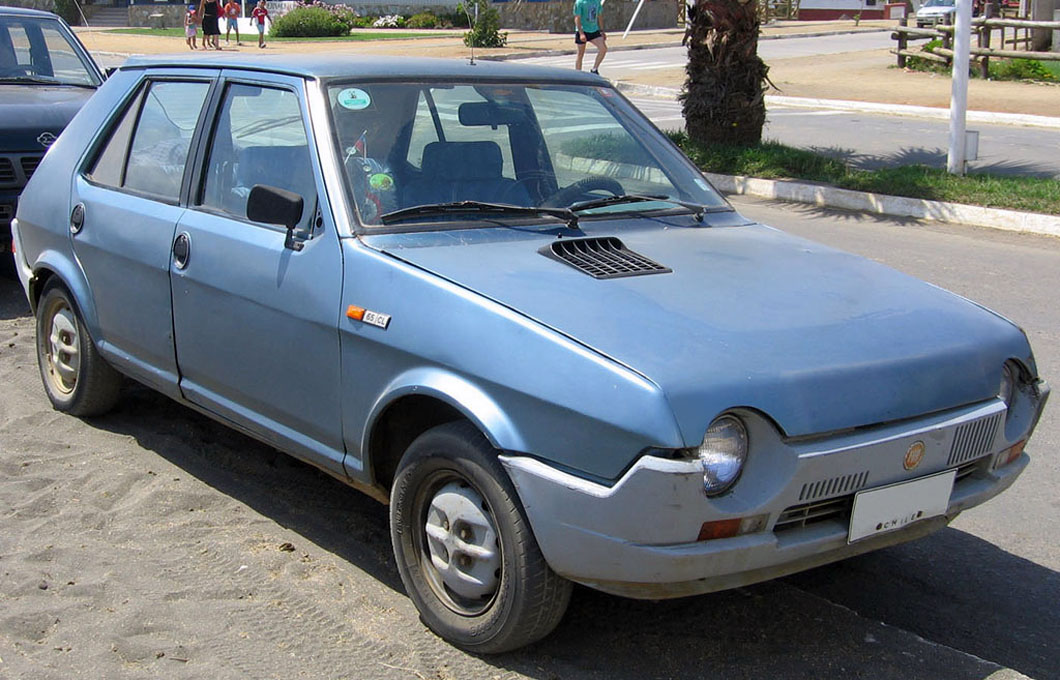
Fiat Ritmo до фейсліфту

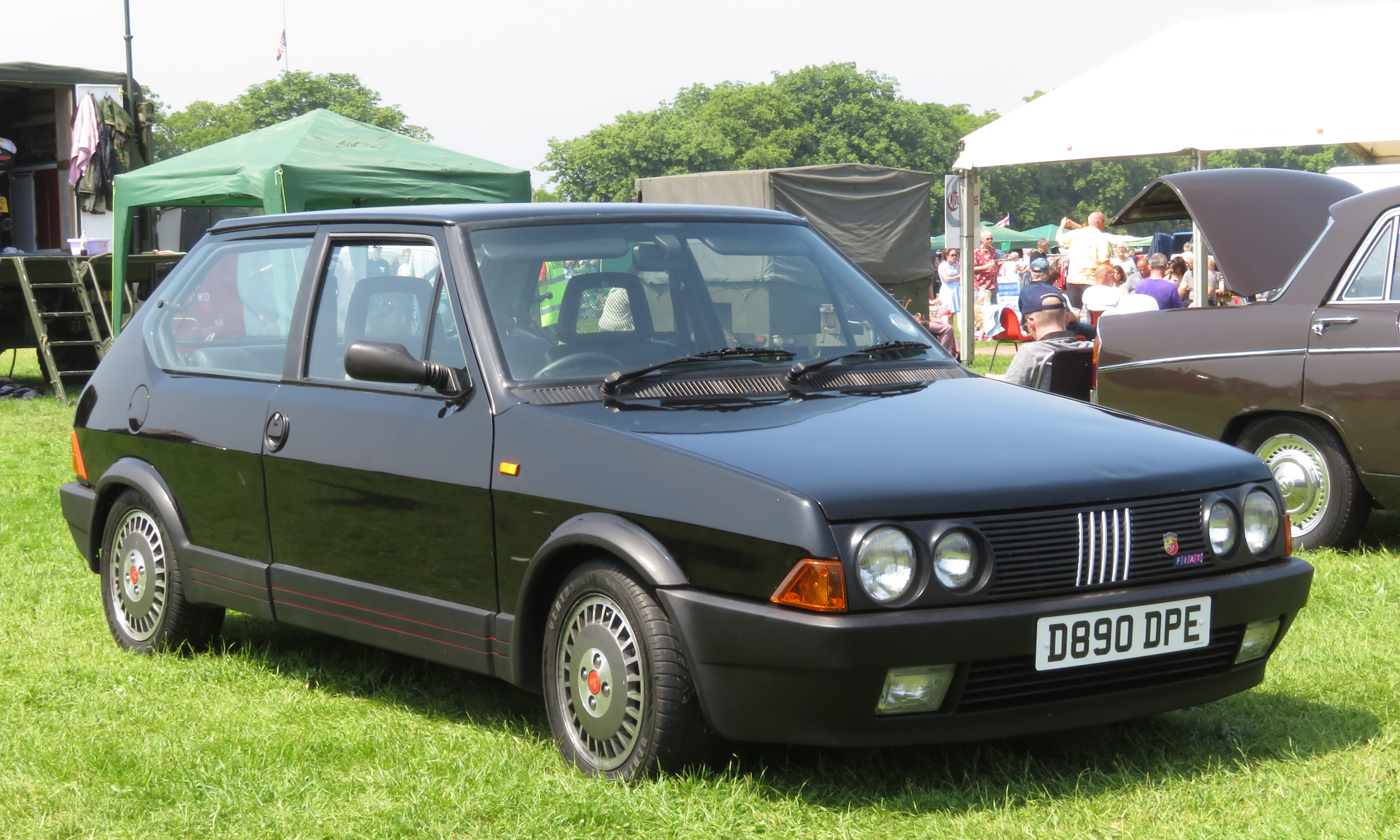
Fiat Ritmo Abarth 130 TC

Fiat Ritmo — невеликий автомобіль, що випускався компанією Fiat з 1978 по 1988 рік.
Автомобіль був спроектований італійською дизайнерською компанією Gruppo Bertone, і на автосалоні в Турині в 1978 році, коли публіці був представлений автомобіль, багато хто вважав його одним з найцікавіших невеликих сімейних автомобілів. В 1979 році автомобіль зайняв друге місце в конкурсі Європейський автомобіль року. У Велику Британію, Канаду та США автомобіль поставлявся під назвою Fiat Strada. Всього вироблено близько 2 044 393 автомобілів і 296 188 автомобілів SEAT Ritmo.
Стандартні моделі Fiat Ritmo комплектуються 1,4-літровим 4-циліндровим мотором, потужністю 90 кінських сил. Як доступні варіанти представлений більш популярний 1,4-літровий бензиновий двигун, потужністю 119 кінських сил, а також 1,6 і 2,0-літрові двигуни. Всі мотори Fiat Ritmo працюють в парі з 6-ступінчастою механічною коробкою передач.

## Двигуни

### Бензинові
- 1,05 l Brazil, 60 PS (09/1978–09/1982)
- 1,1 l, 55 PS (10/1982–10/1985)
- 1,1 l, 58 PS (04/1985–12/1987)
- 1,3 l, 65 PS (03/1978–08/1985)
- 1,3 l, 68 PS (01/1983–04/1985)
- 1,3 l, 75 PS (01/1981–09/1982)
- 1,5 l, 75 PS (03/1978–11/1988)
- 1,5 l, 79 PS (08/1985–05/1987)
- 1,5 l, 82 PS (01/1983–12/1987)
- 1,6 l 138 AR.000 twin cam, 90 PS (09/1985–12/1987)
- 1,6 l 138 AR.000 twin cam, 100 PS (01/1983–12/1987)
- 1,6 l 138 AR.000 twin cam, 105 PS (05/1981–12/1987)
- 2,0 l 138 AR1/AR2 twin cam, 125 PS (11/1981–09/1982)
- 2,0 l 138 AR1/AR2 twin cam, 131 PS (04/1983–12/1987)

### Дизельні
- 1,7 l, 55 PS (10/1979–09/1982)
- 1,7 l, 58 PS (10/1979–10/1985)
- 1,7 l, 60 PS (05/1985–12/1987)
- 1,9 l, 80 PS (Turbodiesel; 12/1985–12/1987)